# Márton Lőrincz

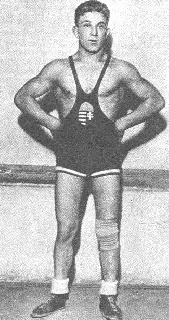
Márton Lőrincz (1936)

Márton Lőrincz (* 28. Oktober 1911 in Korond, Komitat Udvarhely, Königreich Ungarn; † 1. August 1969 in San Carlos de Bariloche, Argentinien) war ein ungarischer Ringer und Olympiasieger.

## Werdegang
Márton Lőrincz entwickelte sich seit Anfang der 1930er Jahre in Budapest zu einem Ringer von Weltformat. Er rang in beiden Stilarten, griechisch-römischer und freier Stil. Es dauerte allerdings bis 1934, ehe er sich in Ungarn gegen die Spitzenringer Ödön Zombori und László Szekfű durchsetzen konnte.
1934 wurde er bei der Europameisterschaft in Stockholm erstmals bei einer Europameisterschaft eingesetzt und gewann auf Anhieb den Europameistertitel im Bantamgewicht, freier Stil. Er besiegte dabei auch Herman Tuvesson aus Schweden, den Angstgegner von Ödön Zombori, sicher nach Punkten.
Bei der Europameisterschaft 1935 in Kopenhagen im griechisch-römischen Stil konnte er sich nicht durchsetzen und schied im Bantamgewicht mit zwei Niederlagen schon nach der 2. Runde aus. Besser erging es ihm bei der Europameisterschaft des gleichen Jahres in Brüssel im freien Stil. Er wurde Vizeeuropameister nach einer Niederlage im Endkampf gegen Marcello Nizzola aus Italien.
Es überrascht, dass Lőrincz bei den Olympischen Spielen 1936 in Berlin im griechisch-römischen Stil eingesetzt wurde, obwohl er im freien Stil viel größere Erfolge erzielt hatte. Er überzeugte in Berlin aber Funktionäre und Gegner durch seine ausgezeichnete Form und wurde mit vier Siegen und einer Niederlage gegen den Esten Evald Sikk, die sich nicht negativ auswirkte, mit dem Gewinn der Goldmedaille belohnt.
Nach den Olympischen Spielen 1936 beendete er seine internationale Karriere. Márton Lőrincz war jüdischen Glaubens. Es gelang ihm aber, sich rechtzeitig vor Hitlers Schergen nach Argentinien in Sicherheit zu bringen, wo er bis zu seinem Tod im Jahre 1969 lebte.
Die Ergebnisse der internationalen Meisterschaften, an denen Lőrincz teilnahm, sind in dem folgenden Abschnitt nachzulesen.

## Internationale Erfolge
(OS = Olympische Spiele, EM = Europameisterschaft, GR = griechisch-römischer Stil, F = Freistil, Ba = Bantamgewicht, damals bis 56 kg Körpergewicht)
- 1934, 1. Platz, EM in Stockholm, F, Ba, mit Siegen über Michel Kurland, Dänemark, Hermann Fischer (Ringer), Deutschland und Herman Tuvesson, Schweden;
- 1935, 6. Platz, EM in Kopenhagen, GR, Ba, nach Niederlagen gegen Willi Möchel, Deutschland und Robert Voigt, Dänemark;
- 1935, 2. Platz, EM in Brüssel, F, Ba, mit Siegen über Nagel, Großbritannien, Kalle Leisin, Dänemark, Marcel Bron, Schweiz und Jakob Brendel, Deutschland und einer Niederlage gegen Marcello Nizzola, Italien;
- 1936, Goldmedaille, OS in Berlin, GR, Ba, mit Siegen über Franz Christen, Schweiz, Alfred Gilles, Belgien, Egon Svensson, Schweden und Ivar Stokke, Norwegen und trotz einer Niederlage gegen Evald Sikk, Estland

## Ungarische Meisterschaften
Márton Lőrincz wurde ungarischer Meister im Jahre 1934 in beiden Stilarten und 1935 im freien Stil, jeweils im Bantamgewicht.